# Kotarsko nogometno prvenstvo Bjelovar 1958./59.
"Kotarsko nogometno prvenstvo Bjelovar", također i pod nazivom "Kotarska nogometna liga Bjelovar", "Nogometna liga kotara Bjelovar" je bila liga petog stupnja nogometnog prvenstva Jugoslavije u sezoni 1958./59. 
 
Sudjelovalo je 8 klubova, a prvak je bila "Česma" iz Bjelovara. 

## Ljestvica
| mj. | klub                             | ut. | pob. | ner. | por. | gol+ | gol- | bod |
| --- | -------------------------------- | --- | ---- | ---- | ---- | ---- | ---- | --- |
| 1.  | Česma Bjelovar                   | 14  | 13   | 1    | 0    | 96   | 10   | 27  |
| 2.  | Sloga (Bjelovar – Nove Plavnice) | 14  | 10   | 2    | 2    | 42   | 22   | 22  |
| 3.  | Dinamo Predavac                  | 13  | 8    | 2    | 3    | 36   | 27   | 18  |
| 4.  | Borac Galovac                    | 14  | 5    | 3    | 6    | 26   | 31   | 13  |
| 5.  | Mladost Ždralovi                 | 14  | 5    | 1    | 8    | 34   | 44   | 11  |
| 6.  | Hajduk Patkovac                  | 14  | 4    | 0    | 10   | 26   | 63   | 8   |
| 7.  | BSK Brezovac                     | 14  | 3    | 1    | 10   | 28   | 47   | 7   |
| 8.  | Partizan Srijedska               | 13  | 2    | 0    | 11   | 19   | 62   | 4   |

- ljestvica bez rezultata jedne utakmice

## Rezultatska križaljka
| kratica | klub                             | BOR | BSK | ČES | DIN | HAJ | MLA | PAR | SLO |
| --- | -------------------------------- | --- | --- | --- | --- | --- | --- | --- | --- |
| BOR | Borac Galovac                    |     |     |     |     |     |     |     |     |
| BSK | BSK Brezovac                     |     |     |     |     |     |     |     |     |
| ČES | Česma Bjelovar                   |     |     |     |     |     |     |     |     |
| DIN | Dinamo Predavac                  |     |     |     |     |     |     |     |     |
| HAJ | Hajduk Patkovac                  |     |     |     |     |     |     |     |     |
| MLA | Mladost Ždralovi                 |     |     |     |     |     |     |     |     |
| PAR | Partizan Srijedska               |     |     |     |     |     |     |     |     |
| SLO | Sloga (Bjelovar – Nove Plavnice) |     |     |     |     |     |     |     |     |
| |                                  |     |     |     |     |     |     |     |     |
| podebljan rezultat - utakmice od 1. do 7. kola (1. utakmica između klubova) rezultat normalne debljine - utakmice od 8. do 14. kola (2. utakmica između klubova) rezultat nakošen - nije vidljiv redoslijed odigravanja međusobnih utakmica iz dostupnih izvora rezultat smanjen * - iz dostupnih izvora nije uočljiv domaćin susreta prekrižen rezultat - poništena ili brisana utakmica p - utakmica prekinuta 3:0 p.f. / 0:3 p.f. - rezultat 3:0 bez borbe n.i. - nije igrano |                                  |     |     |     |     |     |     |     |     |

 Izvori: